# Савјет пет стотина
Савјет пет стотина (фр. Conseil des Cinq-Cents) био је доњи дом Прве француске републике у периоду од 1795. до 1799. Горњи дом је био Савјет старијих.

## Састав
Према Уставу из III године (1795) Савјет пет стотина се састојао управо из 500 чланова који су морали имати најмање 30 година. Сваке године се обнављала трећина чланова. Чланове Савјета пет стотина су бирале изборне скупштине департмана. Чланови су имали трогодишњи мандат и могли су бити бирани највише два пута узастопно.
Савјет пет стотина је бирао предсједника и секретара са једномјесечним мандатом. Засједао је одвојено од Савјета старијих.

## Дјелокруг
Савјет пет стотина је имао искључиво право предлагања закона. Законски предлози које је усвајао називали су се резолуције, а када би их потврдио Савјет старијих постајали су закони. Законе је проглашавао Директоријум (фр. Directoire).
Да би се спречило оснивање посланичких група и партија важила су сљедећа правила: сва посланичка мјеста су била одвојена једна од других, посланик је могао само један мјесец да сједи на истом мјесту и сва мјеста су била нумерисана и жријебом се одређивало ко ће гдје сједити.
Савјет пет стотина је постојао до преврата 18. бримера (9. новембар 1799) када је умјесто директоријума успостављен конзулат.